# Rajon Șoldănești
Der Rajon Șoldănești ist ein Rajon in der Republik Moldau. Die Rajonshauptstadt ist Șoldănești.

## Geographie
Der Rajon liegt im Nordosten des Landes am Fluss Dnister. Er grenzt an die Rajons Florești, Rezina und Telenești sowie an das abtrünnige Gebiet Transnistrien.

## Geschichte
Der Rajon Șoldănești besteht seit 2003.

## Bevölkerung

### Bevölkerungsentwicklung
1959 lebten im Gebiet des heutigen Rajons 49.618 Einwohner. Bis 1970 stieg die Bevölkerungszahl auf 51.722. In den darauf folgenden Jahrzehnten sank die Einwohnerzahl jedoch unter den Wert von 1959, von 48.160 im Jahr 1979 bis zu 46.853 im Jahr 1989. Bei der Volkszählung 2014 lebten nur noch 36.743 Menschen im Rajon Șoldănești.

### Volksgruppen
Laut der Volkszählung 2004 stellen die Moldauer mit 95,6 % die anteilsmäßig mit Abstand größte Volksgruppe, während sich landesweit 75,8 % als Moldauer bezeichneten. Die nationalen Minderheiten im Rajon Șoldănești bilden die Ukrainer mit 2,5 %, die Russen mit 0,9 % und die Rumänen mit 0,7 %.